# Clay Township (comté d'Andrew, Missouri)
Pour les articles homonymes, voir Clay Township.
Clay Township est un township du comté d'Andrew dans le Missouri, aux États-Unis,. En 2010, le township comptait une population de 1 020 habitants.  Il est baptisé en référence à Joseph Wilson, un juge.

## Source de la traduction
- (en) Cet article est partiellement ou en totalité issu de l’article de Wikipédia en anglais intitulé « Clay Township, Andrew County, Missouri » (voir la liste des auteurs).